# Iniistius pentadactylus
Iniistius pentadactylus е вид бодлоперка от семейство Labridae. Видът не е застрашен от изчезване.

## Разпространение и местообитание
Разпространен е в Австралия, Гуам, Джибути, Египет, Еритрея, Йемен, Израел, Индия, Индонезия, Йордания, Камбоджа, Кения, Кирибати, Малайзия, Мозамбик, Папуа Нова Гвинея, Провинции в КНР, Саудитска Арабия, Сингапур, Сомалия, Судан, Тайван, Танзания, Филипини, Френска Полинезия, Шри Ланка, Южна Африка и Япония.
Обитава морета и рифове. Среща се на дълбочина от 2 до 30 m, при температура на водата от 23,1 до 28,2 °C и соленост 34,1 – 35,2 ‰.

## Описание
На дължина достигат до 25 cm.